# يوبي سوفت بلو بايت
يوبي سوفت بلو بايت (بالإنجليزية: Ubisoft Blue Byte)‏ هي شركة ألمانية مطورة لألعاب الفيديو، تأسست عام 1988 وهي تابعة لـ يوبي سوفت حيث استحوذت عليها في عام 2001 . 

## الألعاب
راجع قائمة ألعاب يوبي سوفت بلو بايت